# Europese volleyballeague vrouwen 2012
De Europese Volleyballeague vrouwen 2012 was de vierde editie van de Europese Volleyballeague, die bestaat uit 12 Europese volleybalteams uit de volgende landen: Bulgarije, Tsjechië, Frankrijk, Griekenland, Hongarije, Israël, Nederland, Roemenië, Servië , Spanje , Zwitserland en Turkije. Een voorronde werd gespeeld van 1 juni 2012 tot en met 30 juni, de final four op 5 en 6 juli 2012 in Karlsbad, Tsjechië.

## Deelnemende landen
- Bulgarije
- Tsjechië
- Frankrijk
- Griekenland

- Hongarije
- Israël
- Nederland
- Roemenië

- Servië
- Spanje
- Zwitserland
- Turkije

## Groepsfase
- De groepswinnaars en Tsjechië naar de final four.

Puntenverdeling
- bij winst met 3-0 of 3-1: 3 punten voor de winnaar; 0 punten voor de verliezer
- bij winst met 3-2: 2 punten voor de winnaar; 1 punt voor de verliezer

### Groep A
|      |           |     | Wedstrijden | Wedstrijden | Sets | Sets | Sets |
| Rank | Team      | Pts | W           | L           | W    | L    |      |
| ---- | --------- | --- | ----------- | ----------- | ---- | ---- | ---- |
| 1    | Servië    | 35  | 12          | 0           | 36   | 6    |      |
| 2    | Roemenië  | 19  | 6           | 6           | 21   | 21   |      |
| 3    | Spanje    | 18  | 6           | 6           | 23   | 22   |      |
| 4    | Hongarije | 0   | 0           | 12          | 5    | 36   |      |

| Toernooi in Subotica (Servië) |           |           |     |
| 1 juni                        | Spanje    | Roemenië  | 3-0 |
|                               | Servië    | Hongarije | 3-0 |
| 2 juni                        | Roemenië  | Hongarije | 3-0 |
|                               | Spanje    | Servië    | 0-3 |
| 3 juni                        | Hongarije | Spanje    | 1-3 |
|                               | Servië    | Roemenië  | 3-1 |

| Toernooi in Boedapest (Hongarije) |           |           |     |
| 8 juni                            | Roemenië  | Servië    | 0-3 |
|                                   | Hongarije | ' Spanje  | 0-3 |
| 9 juni                            | Servië    | Spanje    | 3-1 |
|                                   | Roemenië  | Hongarije | 3-1 |
| 10 juni                           | Spanje    | Roemenië  | 1-3 |
|                                   | Hongarije | Servië    | 1-3 |

| Toernooi in Granollers (Spanje) |           |           |     |
| 15 juni                         | Roemenië  | Servië    | 0-3 |
|                                 | Spanje    | Hongarije | 3-0 |
| 16 juni                         | Hongarije | Servië    | 0-3 |
|                                 | Spanje    | Roemenië  | 3-2 |
| 17 juni                         | Roemenië  | Hongarije | 3-0 |
|                                 | Servië    | Spanje    | 3-1 |

| Toernooi in Piatra Neamț (Roemenië) |           |           |     |
| 22 juni                             | Spanje    | Servië    | 2-3 |
|                                     | Roemenië  | Hongarije | 3-1 |
| 23 juni                             | Servië    | Hongarije | 3-0 |
|                                     | Spanje    | Roemenië  | 0-3 |
| 24 juni                             | Hongarije | Spanje    | 1-3 |
|                                     | Roemenië  | Servië    | 0-3 |

### Groep B
|      |             |     | Wedstrijden | Wedstrijden | Sets | Sets | Sets |
| Rank | Team        | Pts | W           | L           | W    | L    |      |
| ---- | ----------- | --- | ----------- | ----------- | ---- | ---- | ---- |
| 1    | Bulgarije   | 35  | 12          | 0           | 36   | 4    |      |
| 2    | Frankrijk   | 22  | 7           | 5           | 26   | 8    |      |
| 3    | Turkije     | 14  | 5           | 7           | 17   | 24   |      |
| 4    | Zwitserland | 1   | 0           | 12          | 3    | 36   |      |

| Toernooi in Varna (Bulgarije) |             |             |     |
| 8 juni                        | Frankrijk   | Turkije     | 3-1 |
|                               | Bulgarije   | Zwitserland | 3-0 |
| 9 juni                        | Turkije     | Zwitserland | 3-0 |
|                               | Bulgarije   | Frankrijk   | 3-1 |
| 10 juni                       | Zwitserland | Frankrijk   | 1-3 |
|                               | Turkije     | Bulgarije   | 0-3 |

| Toernooi in Izmir (Turkije) |             |             |     |
| 15 juni                     | Turkije     | Zwitserland | 3-0 |
|                             | Frankrijk   | Bulgarije   | 1-3 |
| 16 juni                     | Zwitserland | Bulgarije   | 0-3 |
|                             | Turkije     | Frankrijk   | 3-1 |
| 17 juni                     | Zwitserland | Frankrijk   | 0-3 |
|                             | Bulgarije   | Turkije     | 3-0 |

| Toernooi in Friboug (Zwitserland) |             |             |     |
| 22 juni                           | Bulgarije   | Turkije     | 3-0 |
|                                   | Zwitserland | Frankrijk   | 0-3 |
| 23 juni                           | Zwitserland | Turkije     | 2-3 |
|                                   | Frankrijk   | Bulgarije   | 2-3 |
| 24 juni                           | Turkije     | Frankrijk   | 0-3 |
|                                   | Bulgarije   | Zwitserland | 3-0 |

| Toernooi in Metz (Frankrijk) |             |             |     |
| 28 juni                      | Frankrijk   | Zwitserland | 3-0 |
|                              | Turkije     | Bulgarije   | 0-3 |
| 29 juni                      | Zwitserland | Bulgarije   | 0-3 |
|                              | Frankrijk   | Turkije     | 3-1 |
| 30 juni                      | Zwitserland | Turkije     | 0-3 |
|                              | Bulgarije   | Frankrijk   | 3-0 |

### Groep C
|      |              |     | Wedstrijden | Wedstrijden | Sets | Sets | Sets |
| Rank | Team         | Pts | W           | L           | W    | L    |      |
| ---- | ------------ | --- | ----------- | ----------- | ---- | ---- | ---- |
| 1    | Nederland    | 30  | 9           | 3           | 33   | 11   |      |
| 2    | Tsjechië (G) | 23  | 9           | 2           | 27   | 16   |      |
| 3    | Israël       | 9   | 2           | 10          | 12   | 28   |      |
| 4    | Griekenland  | 7   | 3           | 8           | 11   | 28   |      |

- (G) = Gastland Final Four

| Toernooi in Brünn (Tsjechië) |             |             |     |
| 1 juni                       | Griekenland | Nederland   | 0-3 |
|                              | Tsjechië    | Israël      | 3-1 |
| 2 juni                       | Nederland   | Israël      | 3-0 |
|                              | Griekenland | Tsjechië    | 0-3 |
| 3 juni                       | Israël      | Griekenland | 1-3 |
|                              | Tsjechië    | Nederland   | 3-2 |

| Toernooi in Almere (Nederland) |             |             |     |
| 8 juni                         | Tsjechië    | Israël      | 3-0 |
|                                | Nederland   | Griekenland | 3-0 |
| 9 juni                         | Israël      | Nederland   | 1-3 |
|                                | Griekenland | Tsjechië    | 2-3 |
| 10 juni                        | Nederland   | Tsjechië    | 2-3 |
|                                | Israël      | Griekenland | 3:0 |

| Toernooi in Raanana (Israël) |             |             |     |
| 15 juni                      | Griekenland | Israël      | 3-0 |
|                              | Tsjechië    | Nederland   | 0-3 |
| 16 juni                      | Israël      | Tsjechië    | 3-0 |
|                              | Nederland   | Griekenland | 3-0 |
| 17 juni                      | Tsjechië    | Griekenland | 3-1 |
|                              | Nederland   | Israël      | 3-0 |

| Toernooi in Orestiada (Griekenland) |             |             |     |
| 22 juni                             | Israël      | Tsjechië    | 0-3 |
|                                     | Nederland   | Griekenland | 3-1 |
| 23 juni                             | Tsjechië    | Nederland   | 3-2 |
|                                     | Griekenland | Israël      | 1-3 |
| 24 juni                             | Nederland   | Israël      | 3-0 |
|                                     | Tsjechië    | Griekenland | 3-0 |

## Final Four
Gekwalificeerd voor de final four
- Tsjechië (Gastland)
- Nederland (1e Groep C)
- Servië (1e Groep A)
- Bulgarije (1e Groep B)

|  | halve finale | halve finale |   |             | finale       | finale |
|  |              |              |   |             |              |        |
|  | 5 juli 2012  |              |   |             |              |        |
|  | Bulgarije    | 3            |   |             |              |        |
|  | Servië       | 1            |   |             |              |        |
|  |              |              |   |             |              |        |
|  |              |              |   |             | 6 juli 2012  |        |
|  |              |              |   |             | Bulgarije    | 0      |
|  |              | Tsjechië     | 3 |             |              |        |
|  |              |              |   |             |              |        |
|  |              |              |   |             | derde plaats |        |
|  | 5 juli 2012  | 5 juli 2012  |   | 6 juli 2012 | 6 juli 2012  |        |
|  | Tsjechië     | 3            |   | Servië      | 3            |        |
|  | Nederland    | 1            |   |             | Nederland    | 1      |

### Halve finales
| Datum       | Tijd  |           | Score |           | Set 1 | Set 2 | Set 3 | Set 4 | Set 5 | Totaal |
| ----------- | ----- | --------- | ----- | --------- | ----- | ----- | ----- | ----- | ----- | ------ |
| 5 juli 2012 | 15:00 | Bulgarije | 3-1   | Servië    | 34-32 | 25-22 | 21-25 | 25-20 |       | 105-99 |
| 5 juli 2012 | 18:00 | Tsjechië  | 3-1   | Nederland | 25-17 | 20-25 | 25-23 | 25-17 |       | 95-82  |

### Kleine Finale
| Datum       | Tijd  |        | Score |           | Set 1 | Set 2 | Set 3 | Set 4 | Set 5 | Totaal |
| ----------- | ----- | ------ | ----- | --------- | ----- | ----- | ----- | ----- | ----- | ------ |
| 6 juli 2012 | 15:00 | Servië | 3-1   | Nederland | 25-23 | 25-15 | 23-25 | 25-13 |       | 98-76  |

### Finale
| Datum       | Tijd  |           | Score |          | Set 1 | Set 2 | Set 3 | Set 4 | Set 5 | Totaal |
| ----------- | ----- | --------- | ----- | -------- | ----- | ----- | ----- | ----- | ----- | ------ |
| 6 juli 2012 | 18:00 | Bulgarije | 0-3   | Tsjechië | 24-26 | 18-25 | 23-25 |       |       | 65-79  |

- Bulgarije,  Tsjechië,  Nederland en  Servië kwalificeren zich voor de FIVB World Grand Prix 2013.